# 阿斯克蕾畢珍妮亞
阿斯克蕾畢珍妮亞（Ἀσκληπιγένεια，fl. 公元430年）是一位雅典女性哲學家、神秘主義者，其生平記載於馬努里斯的《Life of Proclus》中，其父為雅典的新柏拉圖主義者哲學家雅典的普魯塔克，他曾介紹阿斯克蕾畢珍妮亞和其兄弟希埃利烏斯認識柏拉圖和亞里士多德的學說。 普魯塔克教給了阿斯克蕾畢珍妮亞他從他的父親聶斯脫利那裡學到的占星術以及法術。
在父親死後，她繼續其事業教授學生，其中最著名者為普羅克洛斯。